# Bách Tế Phất Lưu
Hoàng tử Phì Lưu/Phất Lưu (Tiếng Hàn: Biryu, hay Piryu (Mất năm 18 Trước Công nguyên)) là con trai riêng của Hoàng hậu So Seo - no với người chồng đã mất Wootae và là hoàng tử trưởng của Cao Cấu Ly. Ông là anh trai của Hoàng đế Ôn Tộ, người đã sáng lập và là vị vua đầu tiên của Bách Tế - Một trong 3 Tam Hàn.